# Berlinmuren
Berlinmuren (på tysk Berliner Mauer eller bare die Mauer, i DDR kaldet Antifaschistischer Schutzwall, "antifascistiske beskyttelsesmur", i Vesttyskland Schandmauer, skammens mur) var en adskillende spærring af beton, pigtråd og elektrisk hegn, som myndighederne i Østtyskland lod rejse fra søndag den 13. august 1961 omkring det daværende Vestberlin. Dagen kaldes Stacheldrahtsonntag (pigtrådssøndag). Muren gik tværs igennem byen og var 45,1 kilometer lang.
De fire vindende magter i Anden Verdenskrig mod Hitlers tyske nazistiske regime - Sovjetunionen, USA, Storbritannien og Frankrig - havde ved Potsdam-traktaten i 1945, umiddelbart efter krigens afslutning, indgået aftale om en opdeling af Stortyskland i fire besættelsesområder, herunder også hovedstaden Berlin. Der blev også aftalt en afmilitarisering og demokratisering af hele Tyskland, men udviklingen af Den Kolde Krig igangsatte store politiske og militære spændinger, som ledte til Tysklands deling og i 1961 herunder også opførelsen af Berlinmuren. Et ofte fremført synspunkt er, at hovedhensigten med Berlinmuren ikke var hverken militær eller sikkerhedspolitisk, men simpelthen at forhindre et stadigt stigende antal DDR-borgere i at krydse grænsen til Vesttyskland.
Muren blev bevogtet af soldater fra DDRs hær med ordre om at åbne ild mod enhver, der forsøgte at komme ulovligt ind i Vestberlin. Fra DDRs oprettelse i 1949 og til Berlinmuren blev påbegyndt som afspærringer natten mellem lørdag den 12. og søndag den 13. august 1961, havde 2.686.942 personer forladt DDR, tilsvarende en syvendedel af landets befolkning. Fra Berlinmuren blev bygget til og med 1988 forlod 605.000 DDR, 383.000 efter ansøgning. Muren blev bevogtet af syv vagtregimenter, hver bestående af 1.000-1.200 elitesoldater. Fra 1971 havde soldaterne ordre til at skyde på flygtninge for at dræbe.
Berlinmuren stod i 28 år som symbol på den kolde krigs splittelse af Europa. Grænsen blev genåbnet kort før midnat torsdag den 9. november 1989, og murens fald igangsatte - og blev symbol for - Tysklands genforening. I dag er muren væk bortset fra mindesmærker med enkelte, små dele af den oprindelige mur og markeringer i fx vejbanen eller i fortov, hvor den oprindelige mur stod.

## Baggrund
Efter anden verdenskrig inddelte de allierede Tyskland i fire besættelsesområder: de amerikanske, de britiske og de franske (under ét kendt som Vestmagterne), samt de sovjetiske. Berlin, som Den Røde Hær havde indtaget, lå langt inde i det sovjetiske kontrollerede område af Tyskland, men blev som resten af landet også opdelt i fire zoner, hver især kontrolleret af én af de fire vindende militære magter.
Opdelingerne var allerede diskuteret og besluttet før krigens afslutning ved en række internationale konferencer mellem de allierede, men blev endeligt iværksat ved Potsdamkonferencen i juli og august 1945. Frankrig var ikke med ved konferencen, men blev medregnet som vindende magt og tilsluttede sig senere aftalerne. Grunden til at Berlin ønskedes opdelt var, at det forventedes, at de vindende magter skulle lede oprettelsen af et fredeligt og demokratisk efterkrigs Tyskland herfra. Den konkrete opdeling af byen blev vedtaget i 1944 i European Advisory Commission (EAC) (en kommission oprettet til formålet), og efter krigen blev den fælles agenda om skabelsen af et nyt demilitariseret efterkrigs-Tyskland udmøntet i Det Allierede Kontrolråd som koordinerende organ. Der opstod dog hurtigt spændinger magterne imellem og som følge af Tysklands deling i BRD (Bundesrepublik Deutschland) og DDR (Deutsche Demokratische Republik) i 1949, blev Berlin reelt set også opdelt i to blokke; et Vestberlin som bestod af Vestmagternes tre zoner og et Østberlin bestående af Sovjetunionens zone.
Grænsen mellem Berlin og DDR blev fra december 1946 underlagt streng kontrol. DDR-borgere måtte ansøge om en særlig rejsetilladelse for at tage vestpå. I året 1948-1949 forsøgte Sovjetunionen forgæves at tvinge vestmagterne væk ved en blokade af Vestberlin. Fra 1952 blev grænsen mellem DDR og BRD forstærket fra DDRs side med gærder, alarmer, overvågning og bevæbnede grænsevagter. Samtidig blev grænseovergangen i Berlin efterhånden det eneste sted, hvor det var tilladt for DDR-borgere at rejse vestpå. Efter folkeopstanden 17. juni 1953 nåede strømmen mod vest nye højder; mere end 330.000 mennesker forlod DDR i løbet af det år.
Sovjetunionen (USSR) var af den opfattelse at Vestmagterne havde brudt Potsdam-traktaten, som blev indgået kort efter krigens afslutning, idet de fire vindende magter blandt andet havde indgået aftale om en fælles og fredelig administration af hele Tyskland, herunder også Berlin. USSR mente derfor ikke at Vestmagterne havde ret til militær tilstedeværelse inde i byen. Det havde været et stridspunkt i mange år, og den 27. november 1958 rettede Sovjetunionens leder Nikita Khrusjtjov derfor et ultimatum til Vestmagterne og krævede, at de skulle trække deres militær ud af de besatte zoner inden seks måneder. Samtid ville USSR slutte separat fredsaftale med DDR og overlade al sovjetisk kontrol til staten DDR. På den måde kunne Øst- og Vestberlin slås sammen til én fri by under DDR's kontrol. Dette ultimatum udviklede sig til endnu et alvorligt stridspunkt mellem Øst- og Vest-magterne i de følgende år og endte med opførelsen af Berlinmuren.
Det er senere blevet hævdet at Berlinmurens formål udelukkende var at hindre den massive emigration fra Østtyskland. Da mange af de flygtende var veluddannede, og henved halvdelen var personer under 25 år, var det landets fremtid, der forsvandt. Før Berlinmuren blev bygget i 1961, var der ikke restriktioner på rejser mellem Øst- og Vestberlin (i modsætning til rejser mellem DDR og Vesttyskland), og tyskere i DDR, som ønskede at komme til Vesten, kunne rejse direkte ind i Vestberlin for så at rejse videre til Vesttyskland. Det var heller ikke usædvanligt, at DDR-borgere arbejdede i Vestberlin. Østberlin fik dermed besvær med at besætte 45.000 arbejdspladser, mens 53.000 østberlinere arbejdede i Vestberlin og fik halvdelen af deres løn i de eftertragtede D-Mark.[kilde mangler]

## Berlin-krisen og murens opførelse
I løbet af 1961 opstod Berlin-krisen, en alvorlig diplomatisk krise mellem Vestmagterne (især USA) og Østblokken (især Sovjetunionen). Krisen udviklede sig hurtigt militært og bragte Vest- og Øst-blokken tæt på en atomkrig.
Der blev i dagene før lørdag den 12. august 1961 meldt om øget militær aktivitet fra DDRs side omkring Berlin, og alle DDRs miltære enheder var sat i højeste beredskab fra midnat søndag 13. august. Samtidig blev S-banetogene stoppet unormalt på sektorgrænsen, og det østtyske nyhedsbureau ADN udsendte en pressemeddelelse kl. 01:11, som på vegne af alle Warszawapagtlande erklærede, at det er "besluttet at iværksætte en troværdig og effektiv kontrol ved sektorgrænsen i Berlin". Første melding fra RIAS (amerikansk radio i Berlin) kom kl. 03.25 og meldte kort, at "store militære styrker fra DDR har i nat spærret grænsen mellem Øst- og Vestberlin". 69 af 81 overgange blev spærret øjeblikkeligt, og al S- og U-banetrafik standset, bortset fra på Bahnhof Berlin Friedrichstraße, hvor overgang blev tilladt under streng kontrol. Til sidst var det kun posttoget mellem Bahnhof Zoo og Bahnhof Friedrichstraße, som kørte mellem Øst- og Vestberlin.
Kort tid efter blev yderligere fem af de tolv åbne overgange spærret, og DDR's opfordring til vestberlinerne om at holde hundrede meters afstand til Muren førte til, at amerikanerne sendte panserafdelinger til sektorgrænsen.
Den 15. august var den 19 år gamle Conrad Schumann som østtysk grænsepolitibetjent på vagt ved den netop påbegyndte Berlinmur på hjørnet af Ruppinerstraße og Bernauer Straße i den franske sektor. Muren bestod på dette tidlige stadium blot af et lavt pigtrådshegn. Da han fik muligheden, satte han i løb og hoppede over afspærringerne ind i Vestberlin, hvor han straks blev kørt bort af en ventende politibil. Flugten blev filmet og gik snart verden rundt.
Delingen førte også til andre, mere bizarre episoder. På grund af den pludselige deling blev 1.300 børn spærret inde i Østberlin, mens de var på besøg hos familie eller venner. De sidste kom ikke hjem før tre måneder efter delingen. Ligkister blev udvekslet hver onsdag ved Heinrich-Heine-Straße, hvor Klaus Brüske og Heinz Schöneberger blev skudt og dræbt af grænsesoldater i hneholdsvis 1962 og 1965. Desuden udgik der 16. august en opfordring blandt Vestberlins indbyggere om at boykotte S-Bahn, fordi den efter aftale mellem de fire allierede blev drevet af DDR. Tællingen 23. august viste, at passagerantallet gik ned fra 500.000 til 100.000. En række spøgelsesstationer opstod for at forhindre flugt med togene.
26. juni 1963 holdt præsident John F. Kennedy under sit besøg i Vestberlin en tale for 120.000 tilhørere på pladsen foran rådhuset. Hans replik "Ich bin ein Berliner" er måske hans mest kendte citat. Fem måneder senere blev han skudt og dræbt. Pladsen, hvor han holdt sin tale i Berlin, blev omdøbt til John-F.-Kennedy-Platz.
Versöhnungskirche (Forsoningskirken) fra 1894 i Bernauer Straße havnede ved opdelingen af Berlin i ingenmandsland. Formelt lå den i øst, mens menigheden befandt sig i Vestberlin. Muren gik både foran og bagved kirken, sådan at kun DDRs grænsevagter fik adgang efter 1961, hvor kirketårnet blev omdannet til observationspost. I 1985 blev kirken sprængt i luften som en forhindring for DDRs grænseovervågning. I 2019 blev det besluttet at igangsætte kirkens ur igen.

## Muren

### Opbygning og konstruktion
Frem til november 1961 bestod Berlinmuren af tre to meter høje pigtrådshegn, henholdsvis på grænsen, 20 meter inde og det sidste 135 meter inden for grænsen, hvor der mellem de to første hegn lå tætpakket pigtråd. Græsset mellem det mellemste og bagerste var meget kort. Her stod også de 20 meter høje lyskastere og vagttårnene med en afstand af 550 meter. En række steder gik grænsen langsmed husvæggene. Her blev stueetagen muret til, mens flygtninge den første tid sprang ned fra resten af etagerne for at forsøge at komme til Vestberlin. I Bernauer Straße gik grænsen langsmed husvæggen på den ene side, så DDR lagde spærringen midt i gaden, sådan at vestberlinerne kunne komme til og fra. Husene på den anden side blev senere sprængt væk for at give plads til Berlinmuren. Ved Tiergarten, Kreuzberg og i det sydlige Vestberlin var Muren bygget lidt syd for sektorgrænsen, men med advarselsskilte om, at man risikerede at blive arresteret. Det forhindrede dog ikke flugtforsøg. To familier undslap i luftballon, og 57 personer flygtede i løbet af 1964 via en tunnel under Bernauer Straße, senere kendt som Tunnel 57.
Muren blev ændret tre gange. Den første udgave bestod af tolv kilometer beton og 137 kilometer pigtråd. En sammenhængende betonmur blev opsat i 1965. I slutningen af 1970'erne kom den tredje udgave, bestående af 106 kilometer med en 3,5 m høj betonmur, 67 km med 3-5 m høj pigtråd, 116 vagttårne og 20 bunkere, 105 km med pansergrave, 127 km hegn og 124 km veje til grænsevagterne. Desuden blev der brugt hunde, selvskydningsanlæg og minefelter, officielt kendt som Stützwandelement UL 12.11. Den var bygget i flere sektioner, der til sidst blev sat sammen.
Set vestfra var Berlinmuren en høj betonmur, overmalet med graffiti. Få østberlinere så Berlinmuren - den egentlige grænsemur - med egne øjne. De så derimod Hinterlandmauer (baglandsmuren), beliggende 50-100 meter inde i Østberlin. Enhver der begav sig over denne mur, var i samme øjeblik ude i dødslinjen, og dermed en kriminel, der uden videre kunne blive skudt. Området mellem baglandsmuren og grænsemuren var permanent oplyst og fyldt af forhindringer: Først et signalhegn, bestående af pigtråd og trådhegn, der var forbundet med et alarmsystem. Herefter forskellige fælder, der kunne lemlæste den flygtende med skarpe genstande. Der var bemandede kontroltårne for hver hundrede meter, hvor vagterne havde stående ordre om at skyde. Så kom den oplyste arbejdsvej langsmed Muren, og til sidst skulle man krydse "dødsvejen", kontrolstriben afpatruljeret af vagthunde og belagt med fint revet sand, så alle fodspor straks blev opdaget. Først derefter var flygtningen fremme ved Berlinmuren, som så skulle forceres.

### Krydsning af muren
Der var otte poster, hvor man kunne krydse muren, hvoraf Checkpoint Charlie i dag er den mest kendte. Checkpoint Charlie var dengang kendt som Friedrichstraße, og kunne kun bruges af allieret personale og ikke-tyskere.
Mindst 400 gange blev muren krydset illegalt af såkaldte Mauerspringer ("murspringere") fra Østberlin til Vestberlin, blandt andre Dieter Beilig.
En række borgere på den vestlige side var også parate til at hjælpe med at krydse grænsen, blandt andre Harry Seidel.

### Murens ofre
Langt over 100.000 DDR-borgere forsøgte at flygte til Vesten. Mange flere end 600 blev skudt av DDRs grænsesoldater eller omkom under flugt. De druknede, blev udsat for uheld med dødelig udgang eller begik selvmord ved pågribelse. Alene langs med Berlinmuren blev mindst 140 mennesker dræbt. 100 blev skudt eller forulykkede eller begik selvmord ved forsøg på at krydse Muren. 30 personer fra øst og vest blev skudt eller forulykkede uden at have forsøgt at krydse grænsen. Otte DDR-soldater blev dræbt i tjeneste, enten af en flygtning eller en flugthjælper, af kolleger eller af vesttysk politi. Dertil døde mindst 251 rejsende fra øst og vest under grænsekontrol i Berlin.

## Murens fald
Den 11. marts 1985 blev 54-årige Mikhail Gorbatjov generalsekretær i Sovjetunionen. Planøkonomien skulle effektiviseres. Østberlin tog afstand fra disse målsætninger, mens Vestberlin nærede forsigtige forventninger til Gorbatjov; og præsident Ronald Reagan rettede en direkte opfordring til ham i sin tale ved Berlinmuren 12. juni 1987: "Tear down this wall!"
Berlinmuren faldt endeligt om natten mellem torsdag 9. november og fredag 10. november 1989. Årsagerne til murens fald var det stærke pres fra befolkningen om at indføre rejsefrihed og den øgede republikflugt fra DDR til Vesttyskland. I maj 1989 var folk i Ungarn begyndt at rive grænsegærdet mod Østrig. 27. juni 1989 stillede begge landes udenrigsministre - Alois Mock og Gyula Horn - sig op og klippede gærdet itu, mens en hel verden så til. Selv havde ungarerne kunnet rejse ud på "verdenspas" siden 1988; men det gjaldt ikke de andre lande i østblokken. Grænsevagterne arresterte enhver, som prøvede at krydse grænsen uden gyldige papirer. Der var også indført ekstra overvågning langsmed grænsen. I DDR havde indbyggerne stadig forbud mod at rejse vestpå for at besøge familie og venner. Men til Ungarn kunne de rejse. Det gjorde de også sommeren 1989, mange i Trabant-biler, og blev værende i håb om at lykkes med at få krydset de få meter over til Østrig. 19. august 1989 fik nogle ungarske oppsiotionelle idéen om at arrangere en fredsdemonstration i form af en picnic for europæisk enhed. Ungarere, østrigere og tyskere spiste grilmad, sang og snakkede sammen 19. august udenfor Sopron. På forhånd var det aftalt med østrigske og ungarske myndigheter, at grænsen skulle stå åben i tre timer. Lige før markeringen ankom mange østtyskere, og i alt omkring 600 DDR-borgere fik presset sig ind i Østrig. I de følgende uger fik man fremforhandlet, at disse slap retur. Mange kom fra Østberlin. Efter at have rejst det halve Europa rundt, endte de ofte i Vestberlin - nogle få km fra hjemstedet. Den ungarsk picnic er blevet stående som forløberen til Murens fald. "Ungarn fjernede den første sten fra Muren," sagde kansler Helmut Kohl, og Angela Merkel markerede 30-årsjubilæet for Murens fald i Ungarn sammen med Viktor Orbán.
Murens fald blev udløst gennem en pressekonference med politbureaumedlemmet Günter Schabowski, som blev transmitteret direkte i fjernsynet. Schabowski oplæste ved slutningen af pressekonferencen ca. kl. 18.57 en ministerrådsbeslutning om et nyt rejsereglement. Det viste sig imidlertid senere, at beslutningen endnu ikke var formelt vedtaget. Sammen med Schabowski var Helga Labs, Gerhard Beil og Manfred Banaschak, alle medlemmer af SED's centralkomité. Beslutningen, Schabowski læste op, lød:
"Altså, vi vil give borgerne en suveræn mulighed for at rejse, hvorhen han vil, ved hjælp af en række omstændigheder, dertil hører også rejseloven. Vi bekymrer os naturligvis om, altså om denne mulighed, som rejseloven – endnu ikke er virksom, det er jo et udkast. Ganske vist er det i dag, såvidt jeg ved, blevet truffet en beslutning. Men har krævet en anbefaling fra politbureauet, om at man tager den passus ud af udkastet og lader det træde i kraft, der regulerer den – som man så skønt eller uskønt siger – den permanente udrejse, altså for dem, der forlader Republikken. Da vi betragter det som en umulig tilstand, at denne bevægelse foregår over en venligsindet stat, hvad der jo heller ikke er så let for denne stat. Og derfor har vi i dag besluttet os til en bestemmelse, der gør det muligt for enhver borger, at rejse ud fra DDRs grænseovergange."
På spørgsmål fra en journalist, formodentlig Riccardo Ehrmann fra det italienske nyhedsbureau ANSA, om, hvornår reglerne trådte i kraft, svarede Schabowski ab sofort (= straks gældende). Efter at flere vesttyske radio- og fjernsynsstationer havde meldt, at "Muren er åben" samlede der sig ved grænseovergangene flere tusinde østberlinere, som forlangte, at muren skulle åbnes. På dette tidspunkt var hverken grænsetropperne eller Stasis paskontrolenheder informeret om nye regler. Uden konkrete ordrer at forholde sig til og under pres fra folkemasserne valgte grænsevagterne ved Bornholmer Straße klokken 21:20 at tillade udgang med paskontrol og stempling, men fra klokken 23:32 som de første at åbne grænseovergangen helt på vid gab og tillade udgang til Vestberlin uden paskontrol og stempling. Senere blev flere grænseovergange i Berlin og andre steder ved den tysk-tyske grænse åbnet. Sidst på natten fulgte flere åbningen over fjernsynet og begav sig mod grænseovergangene. Men den store menneskestrøm fra øst til vest kom om formiddagen den 10. november 1989.
Østberlinerne blev modtaget med begejstring i Vestberlin. De fleste beværtninger serverede gratis øl, og fremmede faldt hinanden om halsen. Helt euforiske klatrede mange vestberlinere op på muren, og Brandenburger Tor, som før havde været forbudt område, blev åbnet for alle. Da nyheden om Murens fald blev kendt, afbrød nationalforsamlingen i Bonn det igangværende møde og sang nationalsangen.
Murens fald var en skelsættende begivenhed i verdenshistorien og blev bl.a. fejret med en koncert af Leonard Bernstein juleaften 1989. I 1990 opførte Roger Waters sit album The Wall (fra 1979) på Potsdamer Platz, et tidligere ingenmandsland ved Muren. The Wall beskriver en psykologisk mur og havde oprindeligt ikke noget med Berlinmuren at gøre.
Efter at kommunistregimet brød sammen, blev muren i løbet af kort tid revet ned. Arbejdet med fjernelsen af muren blev anset for afsluttet 30. november 1990. De sidste rester af grænsespærring mellem Berlin og Brandenburg blev fjernet i november 1991, og der er i dag kun enkelte dele af/få spor tilbage efter den. Murens forløb er imidlertid markeret ved en dobbeltradet række brosten nedlagt i vejene, så man tydeligt kan se, hvor den stod.
De første demokratiske valg til Østtysklands nationale parlament Volkskammer fandt sted 18. marts 1990 og kommunal- og amtsrådsvalg 6. maj 1990. DDR blev opløst 3. oktober 1990 ved Tysklands genforening, og herefter fandt det første fællestyske valg til Tysklands nationale parlament sted den 2. december 1990.

## Straffeprocesser mod DDR-ledere
Retssagerne mod de ansvarlige for muren foregik frem til efteråret 2004. De anklagede var DDRs regeringschefer Erich Honecker og Egon Krenz, medlemmerne af det nationale justitsråd Erich Mielke, Willi Stoph, Heinz Keßler, Fritz Streletz og Hans Albrecht, SED-lokalrådslederen von Suhl samt flere generaler, deriblandt chefen for grænsetropperne (1979-90) generaloberst Klaus-Dieter Baumgarten. De anklagede vagter tilhørte DDRs nationale folkearmé eller grænsetropperne. I alt blev 11 personer idømt fængselsstraffe, 44 betingede straffe og 35 blev frikendt. Blandt dem, som blev idømt fængselsstraffe på indtil 7,5 år, var Krenz, Albrecht, Streletz, Keßler og Baumgarten. I 2004 blev de tidligere politbureaumedlemmer Hans-Joachim Böhme og Werner Lorenz idømt betingede straffe. Den sidste proces mod en murvagt blev afsluttet 9. november 2004, på dagen 15 år efter murens fald, og endte med domfældelse.

## Mindesmærker
Ved siden af mindre kors eller andre mindesmærker for dræbte flygtninge, ofte sat op på privat initiativ, findes der flere større mindesmærker og muséer, deriblandt et museum i Haus am Checkpoint Charlie, åbnet i 1963. Foreningen, som driver muséet, byggede også et mindesmærke kaldet Frihedsmindesmærket, bestående af 120 originale murdele og 1.067 kors til minde om Murens ofre. Det lå ved siden af murmuséet og i umiddelbar nærhed af Checkpoint Charlie. Mindesmærket blev indviet i 2004, men allerede året efter blev det, efter omfattende offentlig diskussion, demonteret af myndighederne, fordi lejekontrakten for grunden var udløbet, og også fordi, der ikke var givet nogen permanent tilladelse til opførelsen af mindesmærket.
Tre dele af muren med det oprindelige forløb står i bydelen Bezirk Mitte. Det drejer sig om det offentlige mindesmærke Gedenkstätte Berliner Mauer, der ligger i Bernauer Straße sammen med Dokumentationszentrum Berliner Mauer og Kapelle der Versöhnung. med øvrige dele af muren i Niederkirchnerstraße og endelig i Liesenstraße.